# Raymond Rodel
Raymond Rodel (ou Rödel), né le 5 mai 1895 à Bordeaux et mort le 21 février 1967 à Lausanne, est une personnalité du tennis français, joueur et dirigeant, organisateur de compétitions sportives, mais aussi industriel et homme de presse.

## Biographie
Fils de négociants bordelais, Raymond Rodel se marie en 1918 avec Jeanne Galeotti, compositrice et fille du compositeur de musique italien Cesare Galeotti (en). Il a participé à la Guerre en tant que pilote-aviateur avec le grade de maréchal-des-logis.
Il participe aux 15 premières éditions du tournoi de Roland-Garros de 1925 à 1939 et se distingue en 1934 en se qualifiant pour les huitièmes de finale faisant de lui l'un des trois derniers français avec Christian Boussus et André Merlin encore en compétition. Deux ans plus tard, il atteint ce même stade du tournoi après avoir battu Frank Wilde et Henri Bolelli. Après la Guerre, il est inscrit dans le tableau mais déclare forfait à cinq reprises entre 1947 et 1953. Il participe également deux fois au tournoi de Wimbledon et atteint le 3e tour en 1929. En août 1934, il est surnommé ironiquement par le journal Paris-Midi, « le premier tennisman de France » après avoir battu Martin-Legeay en finale du tournoi de Dieppe, lequel avait préalablement éliminé Boussus et Merlin pourtant membres de l'équipe de Coupe Davis.
Parmi ses principales performances, notons une victoire au tournoi du Critérium (championnat de France de 2e série) en 1923 et une finale en 1925. En 1929, il effectue une tournée en Asie aux côtés de Henri Cochet, Jacques Brugnon et Pierre-Henri Landry et joue au Japon puis au Vietnam.
Raymond Rodel proposa en 1927 à la Fédération la création d'une section « hors-cadre » dans le classement de la première série française afin de permettre à d'anciens champions ou membres de l'équipe de France de ne pas être déclassés au cas où ils souhaiteraient revenir à la compétition.
En 1937, il est attaché au commissariat général de l'Exposition universelle de Paris. Membre du conseil de la Fédération internationale de tennis, capitaine du Racing Club et de l'équipe de France lors de rencontres amicales, Raymond Rodel est délégué général à Paris entre 1941 et 1942 auprès du commissariat aux Sports et à la Jeunesse. Il est nommé en août 1943 par le commissaire général aux Sports Joseph Pascot, président de la Fédération française de tennis en remplacement de René Lacoste, occupé par ses obligations professionnelles. Il reste en poste jusqu'en 1944. Président de l'Association des Girondins de Paris, puis du Comité des fêtes de Paris après la Guerre, il crée en 1948 le Comité Actif National de la Courtoisie Française, ainsi que le Comité de France, ayant pour vocation la reconnaissance de personnalités contribuant au prestige de la France.
Cet homme de presse a été directeur des titres Prestige français et mondanités et L'Écho de Quiberon. Il a par ailleurs créé une Coupe portant son nom, disputée à Paris par des équipes de journalistes sportifs.

## Palmarès

### Titres en simple
- 1925 : Dinard, bat Alain Bernard (6-4, 6-3, 4-6, 0-6, 8-6)
- 1930 : Biarritz, bat George Lyttleton-Rogers (6-1, 6-3, 6-4)
- 1934 : Dieppe, bat André Martin-Legeay (11-9, 7-5)
- 1935 : Dinard, bat Jacques Langanay (6-4, 6-4)

### Finales en simple
- 1929 : La Baule, battu par Henri Cochet (7-5, 4-6, 8-6)
- 1930 : Ostende, battu par James De Martino (6-4, 3-6, 6-0, 12-10)

## Distinctions
Raymond Rodel a été distingué à deux reprises pour son implication dans l'organisation de l'Exposition universelle.
- Chevalier de la Légion d'honneur (1937)
- Médaille de la Ville de Paris (1938)